# Calamus muelleri
Calamus muelleri är en enhjärtbladig växtart som beskrevs av Hermann Wendland. Calamus muelleri ingår i släktet Calamus och familjen Arecaceae. Inga underarter finns listade i Catalogue of Life.